# Лутрија
Лутрија (итал. lotteria; фр. loterie од хол. loterij) игра је на срећу, једна врста коцкања, која подразумева насумично извлачење бројева за награду, па самим тим подразумева неки вид нумерације срећки (тикета). Организује је јавна или приватна установа на основу извлачења према унапријед одређеном плану, али тако да приређивачу доноси одређену корист. Награде добијене на лутрији могу бити новчане или робне. Учесници у игри купују нумерисане листиће, а награде се извлаче из лутријских бубњева.
Класна лутрија је лутрија са више (обично пет) извлачења, са тачно утврђеним планом извлачења срећака, које се најчешће деле на четвртине, половине и целе.
Лутријски зајам је државни зајам који зајмодавцу даје изглед на извлачење неког већег згодитка, али зато носи мањи интерес.

## Врсте срећки
Добитак се понекад одређује само на основу броја на купљеном листићу (срећка или лоз), али чешће игра укључује испуњавање листића комбинацијама или бирањем бројева (лото, бинго, томбола и сличне игре).

## Историја
Лутрија је врло стара игра. Развила се из обичаја жребања. Најстарији познат запис о лутрији везан је за Кину и династију Хан између 205. и 187. п. н. е. Верује се да су лутрије организоване како би држава дошла до новца за велике пројекте, попут изградње Великог кинеског зида. Игра је била позната и код Скита, Германа и Келта, а познато је да су римски цареви (Аугуст, Нерон) користили лутрију како би санирали јавне финансије.
Прве лутрије, у данашњем смислу, забележене су почетком 16. века у Холандији, где су трговци продавали срећке за робу коју су теже продавали, а чији су се бројеви затим  извлачили жребом. Из ове робне лутрије касније се развила новчана. Прва таква одржана је у Фиренци 1530. године. Прве лутрије су забележене у Француској 1520, Енглеској 1566, Аустрији 1752, а у Хрватској 1762. године. У Србији је прва организована лутрија — Књажевско-сербска лутрија установљена 5. децембра 1833.
Прва модерна национална лутрија успостављена је у Италији. Од тада се у многим државама приходима од лутрије финансирају велики јавни пројекти. Један од таквих пројеката је била изградња Зграде опере у Сyднеју.

### Тајланд
На Тајланду (тада Сијаму) лутрија је први пут одржана  1874. године, за време владавине краља Чулалонгкорна, као део међународног сајма организованог поводом његовог рођендана. Године 1917. (пред избијање Првог светског рата) Британска влада је, уз тајландски пристанак, организовала лутрију да помогне у финансирању британских ратних напора. Лутрије су се на Тајланду одржавале с прекидима све до 1933. године, када су постале законом регулисане у оквиру Одељења за финансије. Садашњом Тајландском лутријом управља Владина канцеларија за лутрију, државно предузеће којим управља Министарство финансија. Извлачења се одржавају 1. и 16. сваког месеца, са највишом наградом до 32 милиона тајландских бата. Занимљиво је да Тајланђани често посећују локална светилишта како би имали више среће у извлачењу Тајландске лутрије.

### Велика Британија
Прва лутрија у Енглеској забележена је 1566. године. Данас је главна лутрија у Уједињеном Краљевству Национална лутрија, која је лутрија државна лутрија, а основана је 1994. Удео од 28% прихода Националне лутрије, заједно са свим непотраженим наградама, дистрибуира се у виду донација у добротворне сврхе.
Још једна комерцијална лутрија у УК позната је као Здравствена лутрија. Приход од ове лутрије дистрибуира се за подршку добротворним организацијама и циљевима везаним за здравље. У складу са Законом о коцкању, који забрањује другим странама да воде националну лутрију, Здравствена лутрија функционише као кровна корпорација која представља групу од 51 друштвене лутрије широм Уједињеног Краљевства, са заједничким извлачењем и наградним фондом. Свако извлачење се одржава у име једне или више друштвених лутрија, чији приходи иду за подршку здравственим циљевима у њиховој области. Здравствена лутрија је била критикована приликом покретања јер је обећала да ће донирати само 20,3% прихода од срећки у добротворне сврхе, у поређењу са 28% Националне лутрије и да је структура лутрије осмишљена тако да је у супротности са британским законима о лутрији. У Великој Британији, добитак на лутрији је у корелацији са изражавањем више преференција за Конзервативну партију. Освајање већих награда доводи до веће промене у корист Конзервативне партије.
Лутрија народних поштанских бројева је лутрија претплате у Великој Британији. Формат је увела холандска компанија Novamedia BV: играчи плаћају најмање £10 месечно за игру, а победнички поштански бројеви се објављују свакодневно. У складу са ограничењима према Закону о коцкању из 2005. године, максимални износ који се може освојити једним тикетом је 500.000 фунти, или 10% укупног прихода од извлачења. Најмање 33% прихода од претплата одлази у различите фондове, који заузврат финансирају локалне и међународне добротворне организације и пројекте заједнице.

### Сједињене Државе
У Сједињеним Америчким Државама лутрије се организују на државном нивоу у 45 држава и 3 територије. У новембру 2022. године у једној од америчких лутријских игара — Powerball постављен је рекорд за највећи џекпот на лутрији у историји САД од 2 милијарде америчких долара.

### Русија
Данас у Русији лутријске игре организују два лутријска бренда — Столото и Национална Лотереја.

## Лутрија у Србији

### Књажевско-сербска лутрија (1833)
Игре на срећу у Србији су постале популарне двадесетих година 19. века. Доносили су их из Аустрије и Угарске људи који су тамо одлазили најчешће послом. Наравно, они су прво почели да играју стране лутрије, па самим тим и да купују стране срећке. Увидевши да због стране лутрије много новца одлази из земље, кнез Милош Обреновић дозволио је да се „у Србији могу поједини предмети давати на лутрију и срећке у нашој земљи” и 1833. године дао писмену дозволу извесном доктору Месаревићу „да може своју кућу и мајур у Београду, у Палилули, дати на лутрију”. Исте године, 5. децембра, издао је допис којим је установљена Књажевско-сербска лутрија. За управника прве српске лутрије именован је Стеван Радичевић, коме је кнез Милош поверио да управља целокупним приходом. Седиште прве српске лутрије било је у Крагујевцу, тадашњој престоници земље. Књажевско-сербска лутрија је била уређена у више игара:
- редовно коло лутрије на мање суме,
- повремено играње лутрије на одређене ствари и
- периодично играње велике лутрије на велике суме.

Прво извлачење срећака редовног кола одржано је 30. децембра 1833. године у Крагујевцу. Зна се да су били извучени бројеви: 55, 38, 87, 25, 15. Редовно коло лутрије играно је два пута месечно. У сваком колу извлачено је пет бројева. Свако извлачење обзнањивано је у Новинама сербским. Награде су биле робне и за то време вредне. Познато је да су у фебруару 1834. године добици на лутрији били коњ и кола, сребрна сабља и златни сат.
Иако је била под надзором државе, а политичари су морали да траже дозволу од Државног савета „како би лутрију играли“, прва српска лутрија није била дугог века. Услед разних шпекулација и злоупотреба током 1835. и 1836. године кнез Милош ју је Указом морао укинути 1837. године.

### Класна лутрија Србије
Лутрија се у Србији поново организује крајем 19. века, када се успоставља Класна лутрија Србије, са управом у Београду. Управа Класне лутрије Србије продавала је срећке у тадашњим посланствима, а приходе је контролисало Министарство народне привреде. Део прихода је претваран у акције државних предузећа, док је остатак издвајан у хуманитарне сврхе. Класна лутрија је у то време једина имала право приређивања игара на срећу, па је постала једно од имућнијих државних предузећа. После само седам година пословања, 1896. године, њено богатство процењено је на 3,45 милијарди динара или трећину државног дуга у злату.

### Државна класна лутрија (Краљевина Југославија)
Током Првог светског рата лутрија у Србији није радила, а обновљена је 1919. године као Државна класна лутрија Краљевине Југославије. Према документима Института за савремену историју, уредба коју је 1919. године донео тада престолонаследник Александар Карађорђевић и даље је предвиђала аутономност те институције, али је она поред централе у Београду отворила и своје експозитуре у Загребу, Љубљани, Дубровнику, Скопљу, Сарајеву, Цетињу и Новом Саду. Други светски рат уништио је сав капитал Државне класне лутрије.
Државна класна лутрија нашла се као окосница и у причама, па се око ње одвија радња у ТВ серији Швиндлери и роману Петра Грујичића Господари времена.

### Југословенска лутрија (СФРЈ)
Институција лутрије ипак је опстала и у послератној Југославији и после рата наставила да се развија. Припреме за рад Југословенске лутрије започеле су одмах завршетку рата, а прво извлачење срећки, популарних лозова било је већ у јуну 1945. Ова игра имала је дугогодишњу традицију на подручју Краљевине Југославије. Лозови су били нумерисани, а бројеви су се извлачили из два бубња. Бубњеви су се вртели ручно, и кад би застали, извлачене су наизменично по једна цедуља из оба бубња. Када је купљен први електрични бубањ са шест комора, више се нису извлачиле цедуље већ срећке по последњим бројевима одштампаним на њима.
У јулу 1951. године у главним градовима тадашњих република и аутономне покрајине Војводине основане су филијале са задатком развоја, унапређења и контроле рада продајне мреже преко које је Југословенска лутрија продавала срећке. Те године извршена је прва фаза децентрализације лутријског пословања па се може рећи да су тада постављени темељи на којима су касније створене лутријске организације у региону. Из података о кретању емисије срећки, продаје и оствареног прихода у периоду од 1945. до 1951. види се да је оснивање филијала дало снажан импулс проширењу те делатности на подручју читаве Југославије. За ту лутрију је значајан покушај укључивања особа с посебним потребама, па је 1946. искључиво право продаје срећки поверено Удружењу ратних војних инвалида Југославије. То је право наведено Удружење користило све до августа 1951. године, када Државна лутрија, односно њене филијале, формирају своју продајну мрежу.
До 1951. кола су се одржавала на свака два месеца, а те године су се усталила на једанпут месечно. Од 1955. године одржавана су два кола месечно, од 1963. сваког другог четвртка, а од 1966. лутрију игра толико људи у Југославији да постоји потреба да се сваке недеље организује по једно коло.
Године 1956. први пут се организује ванредно коло срећки (лозова) под називом „Првомајска лутрија”. У наредним годинама ванредна кола организују се све чешће. Снажан развој привреде, стални пораст стандарда и убрзано повећање градског становништва повољно су утицали на значајан пораст промета лозова у том раздобљу. Међутим, срећка, односно лоз, као најстарија игра на срећу на овим просторима, постаје све мање атрактиван, а његово место преузимају Спортска прогноза и све популарнији Лото.
Прво извлачење лото бројева одржано је 3. јануара 1962. године. Погађало се 6 од 49 бројева са четири врсте добитка. У почетку се извлачење одржавало сваких четрнаест дана, и то средом, али се већ у мају исте године прешло на извлачење једном недељно. Од првога кола Лотоа 1964. године прешло се на извлачење 6 од 39 бројева, а од 1965. уведен је принцип 5 од 36 бројева са три врсте добитка. Током 1962. телевизија је преносила извлачење бројева Лотоа уз пригодан забавни програм. Осамдесетих година Лото је преузео примат у играма на срећу у СФРЈ.
Почетком 70-их, престала је да постоји Лутрија Југославије и свака од шест република и две покрајине добила је своју, али су и даље заједнички за све Југословене организовали лото, спортску прогнозу и лутрију.
Закон о играма на срећу и забавним играма из 1983. године либерализовао је поље игара на срећу и напустио ранију поделу на „обичне”, које се могу приређивати за све грађане, и „посебне”, које се могу приређивати само у коцкарницама затвореног типа и само за стране држављане.

### Државна лутрија Србије (2004)
Државна лутрија Србије је основана 2004. године у складу са Законом о играма на срећу, као једночлано друштво са ограниченом одговорношћу и од тада започиње нову епоху у организовању лутријских игара у Србији. По величини тржишта, висини награда и броју играча, Државна лутрија Србије је водећи приређивач игара на срећу на Западном Балкану, а од 2006. године пуноправна је чланица заједнице европских лутрија.
У Србији је данас једна од најпопуларнијих лутријских игара остао Лото. Извлачење бројева је јавно, а извлачење добитних бројева се обавља јавно, у емисији „Лото”, која се емитује на ТВ Првој.

#### Југо-лото пројекат
Године 2007. постојао је покушај оснивања јединствене лутрије земаља бивше Југославије под називом Југо-лото. Идеја је осмишљена по узору на европски ЕуроМилион, а њена реализација започета је оснивањем Асоцијације лутријских организација Југоисточне Европе са седиштем у Љубљани. Договор о заједничкој игри на срећу потписале су тада лутрије Словеније, Србије, Косова и Метохије, Црне Горе, Босне и Херцеговине, Хрватске, Републике Српске и Македоније, а у плану је било да, осим грађанима бивших југословенских држава учешће у игри буде омогућено и становницима Мађарске, Бугарске, Румуније, Италије и Аустрије. Постојао је и предлог да се улога водитељке понуди некадашњој популарној „лото девојци” Сузани Манчић. Овај пројекат, међутим, није реализован.

## Лутријске преваре и обмане
Лутрије, као и сваки облик коцкања, подложне су превари. Упркос високом степену контроле који тврде организатори постоје бројне преваре на лутрији.
У неким приликама само извлачење лутрије је компромитовано од стране преваранта. Познат је скандал лутрије The Daily Number у Пенсилванији из 1980. где су куглице биле различите тежине. У скандалу Hot Lotto, у генератор случајних бројева додат је софтверски код који омогућава преваранту да предвиди добитничке бројеве у одређеним данима у години.
Године 2003. један канадски геолошки статистичар пронашао је неслучајне обрасце у „Тик-Так-То“ тикетима које продаје Ontario Lottery and Gaming Corporation. „Тик-Так-То“ је повучен из продаје и постала је прва игра коју је ова корпорација икада повукла.
Такође је било неколико случајева да су благајници у продавцима лутрије покушали да преваре купце за њихов добитак. На неким продајним местима неопходно је да добитник преда срећку продавцу како би овај утврдио освојени износ и да ли га уопште има. Благајник затим скенира тикет да би одредио једно или обоје. У случајевима када нема видљивог или чујног знака скенирања, дешава се да неки благајници искористили прилику да тврде да није у питању добитна срећка, или да вреди много мање и нуде да је „баце“ или је кришом замене недобитном. Благајник тада присваја срећку и на крају је користи као своју.
У првим деценијама 21. века и Државну лутрију Србије пратиле су бројне афере и сумње о „намештању” добитака, па се тако 2015. године десило у 59. колу телевизијског Лото извлачења да се пети број комбинације „7 од 39” најпре појавио на ТВ екрану, а тек после тридесетак секунди куглица са тим бројем извучена је из бубња. Године 2009. у суседној Бугарској десила се изузетно ретка ситуација да је у два узастопна лото кола у организацији националне лутрије извучена иста комбинација бројева, а у трећем узастопном колу, 13. септембра, извучена су три од тих шест бројева из претходна два кола. Интересантно је да у првом извлачењу те комбинације бројева није било добитника, док је у следећем колу 18 играча поновило исту комбинацију и свако је добио по 5.197 евра. Тадашњи бугарски министар спорта Свилен Нејков је одредио да се покрене истрага поводом овог несвакидашњег догађаја. Бугарски математичар Михаил Константинов изјавио је поводом овог догађаја да је вероватноћа да се тако нешто догоди 1:4,2 милиона, али да то ипак није немогуће.
У већини земаља игре на срећу, а међу њима и лутрија законски су регулисане. Примери судске праксе у овој области могу се видети у чланку „Фалсификовање срећака Југословенске лутрије” у часопису Анали Правног факултета у Београду из 1958. године.

### Преваре засноване на лутријским играма
Неке преваре на Интернету, каква је такозвана Нигеријска превара, засноване су на лутрији. Превара почиње нежељеном поштом (спамом) којом се примаоцу честита на недавном добитку на лутрији. У имејлу се објашњава да да би ослободила средства, прималац поруке мора да уплати одређен износ на име порез, накнаде или нечег сличног, у складу са правилима или ризикује да остане без добитка.
Други облик преваре укључује продају „система” који имају за циљ да побољшају шансе играча да одаберу добитничке бројеве у игри Лото. Ове преваре су углавном засноване на купчевом (а можда и продавчевом) неразумевању вероватноће и случајних бројева. Продаја ових система или софтвера је, међутим, легална, јер помињу да производ не може гарантовати добитак, а камоли џекпот.
Би-Би-Си је у ТВ серији The Real Hustle показао једну лутријску превару у којој се група преваранта претвара да је добила на лутрији, али је била спречена да преузме награду јер је особа која је написала име на полеђини листића изашла земље. Успели су да убеде странца да стави новац као залог како би учествовао у наградном фонду.

## Порез на лутријски добитак
Лутријски добитак се различито опорезује од државе до државе.

### У Србији
На веће износе лутријских добитака плаћа се порез. Постоји гранични износ испод кога се порез не плаћа. У Србији је тај износ 2023. године био око 100.000 динара (што је тада износило око 850 евра). Сви добици већи од овог износа опорезују се према стопи од 20%. Државна лутрија Србије плаћа накнаду за приређивање игара на срећу која се уплаћује у буџет републике Србије и распоређује се у складу са законом о играма на срећу. О начину и критеријуму расподеле новца одлучују надлежни министри, а тим новцем се, између осталог, финансира:
- 40% тог новца користи за финансирање:
  - Црвеног крста Србије,
  - организација које помажу људима с инвалидитетом,
  - установа социјалне заштите,
  - спорта и омладине,
  - јединица локалне самоуправе
- 5% ове накнаде финансира лечење ретких болести.[45]

### У региону
- У Северној Македонији порез се плаћа уколико добитак надмашује 5.000 денара (око 10.000 динара) и износи 15%.
- У Хрватској се порез на добитак у играма на срећу мења у зависности од висине награде. Уколико је награда од 750 до 10.000 куна (11.000—155.719 динара), плаћа се порез од 10%, за добитак од 10.000 куна до 30.000 куна порез је 15%, од 30.000 до 500.000 куна 20%, а на добитак већи од пола милиона куна 30%.
- У Босни и Херцеговини опорезују се сви добици на играма на срећу већи од 1.000 КМ (око 60.000 динара) са 30%.[а][46]

### Лутрија ЕуроМилионс
Лутрија ЕуроМилионс (EuroMillions) игра се у девет европских земаља: Ирској, Аустрији, Белгији, Француској, Луксембургу, Португалији, Шпанији, Швајцарској и Уједињеном Краљевству. Главна премија може да достигне и до 230 милиона евра. Све награде, укључујући и ову главну, ослобођене су пореза, осим у Швајцарској, Шпанији и Португалији, где се сматрају опорезивим приходом и то значи да порез наплаћује као на плату или надницу. Међутим, добитак на овој лутрији може се подићи само у земљи у којој је купљен тикет, па важе пореска правила те земље како за држављане те, тако и за држављане других земаља.

## Судбина добитника великих премија
Студија америчког Националног бироа за економска истраживања показала је да људи у Шведској, који су освојили велике суме новца на лутрији, имају тенденцију да сачувају своје богатство током периода од 10 година, често задржавају посао, али узимају више одмора и одржавају или повећавају своју срећу и ментално здравље. Иста студија такође наводи да није истинита уобичајена тврдња да ће „70% људи који добију велики прилив новца изгубити тај новац у року од неколико година“. Међутим, магазин Тајм помиње појам „проклетство лутрије“, а финансијски консултант Дон Макнај  у својој књизи Животне лекције са лутрије даје анегдоте које управо подржавају ову тврдњу.